# Opuntia pilifera
Opuntia pilifera (nopal crinado) es una especie endémica de nopal perteneciente a la familia Cactaceae que se distribuye en Oaxaca, Puebla y Tlaxcala. La palabra pilifera viene del griego que significa «llena de pelos».

## Descripción
Es de crecimiento arbustivo y alcanza hasta 4m de altura con cladodios en el tallo, las areolas de los cladodios tienen tricomas blancos o amarillos, sedosos, escasos o abundantes; las areolas del pericarpelo tienen tricomas. La cantidad y el tamaño de los pelos y espinas sobre los cladodios, flores y frutos varían considerablemente, pero siempre están presentes. El color de los tépalos varía durante el período de floración de rosados a rojos hasta púrpura.

## Distribución
Endémica de algunas regiones de México en los estados de Oaxaca, Puebla y Tlaxcala.

## Hábitat
Habita matorrales xerófilos, preferentemente sobre suelos calizos entre los 900-1800 m s. n. m.. Florece entre los meses de marzo y julio.

## Estado de conservación
Las poblaciones de esta especie son comunes y abundantes en las regiones donde habita. Su densidad poblacional varía dependiendo de la vegetación de la zona. Se ha reportado una abundancia de hasta 435 individuos por hectárea en poblaciones silvestres.